# 시칠리아 요리
시칠리아 요리(Sicilia料理, 시칠리아어: cucina siciliana 쿠치나 시칠리아나)는 지난 2,000여 년 넘게 시칠리아섬에서 발달한 고유의 요리를 지칭한다. 이탈리아 요리에서 차지하는 위치가 매우 크지만 그 내부에는 스페인, 아랍, 그리스 요리의 요소가 가미되어 있다.

## 역사
살구, 설탕, 시트러스, 메론, 쌀, 샤프란, 흑후추, 시나몬 등은 10세기와 11세기 동안의 아랍 세계 영향을 나타낸다.
노르만족과 호헨슈타우펜 왕조의 흔적은 육류 요리가 많이 나타나는 특징에서 발견되고 스페인을 통해 코코아와 옥수수, 고추, 칠면조, 토마토 등 신세계 발견의 영향을 받은 식재료가 많이 도입됐다. 동쪽 해안 지방은 그리스인들이 식민지를 만들었기에 처음에는 생선, 올리브, 두류, 피스타치오 등 야채가 많이 사용됐다. 반대로 북아프리카에 인접한 서쪽 해안은 북아프리카 식문화의 영향이 짙게 나타난다.

## 요리

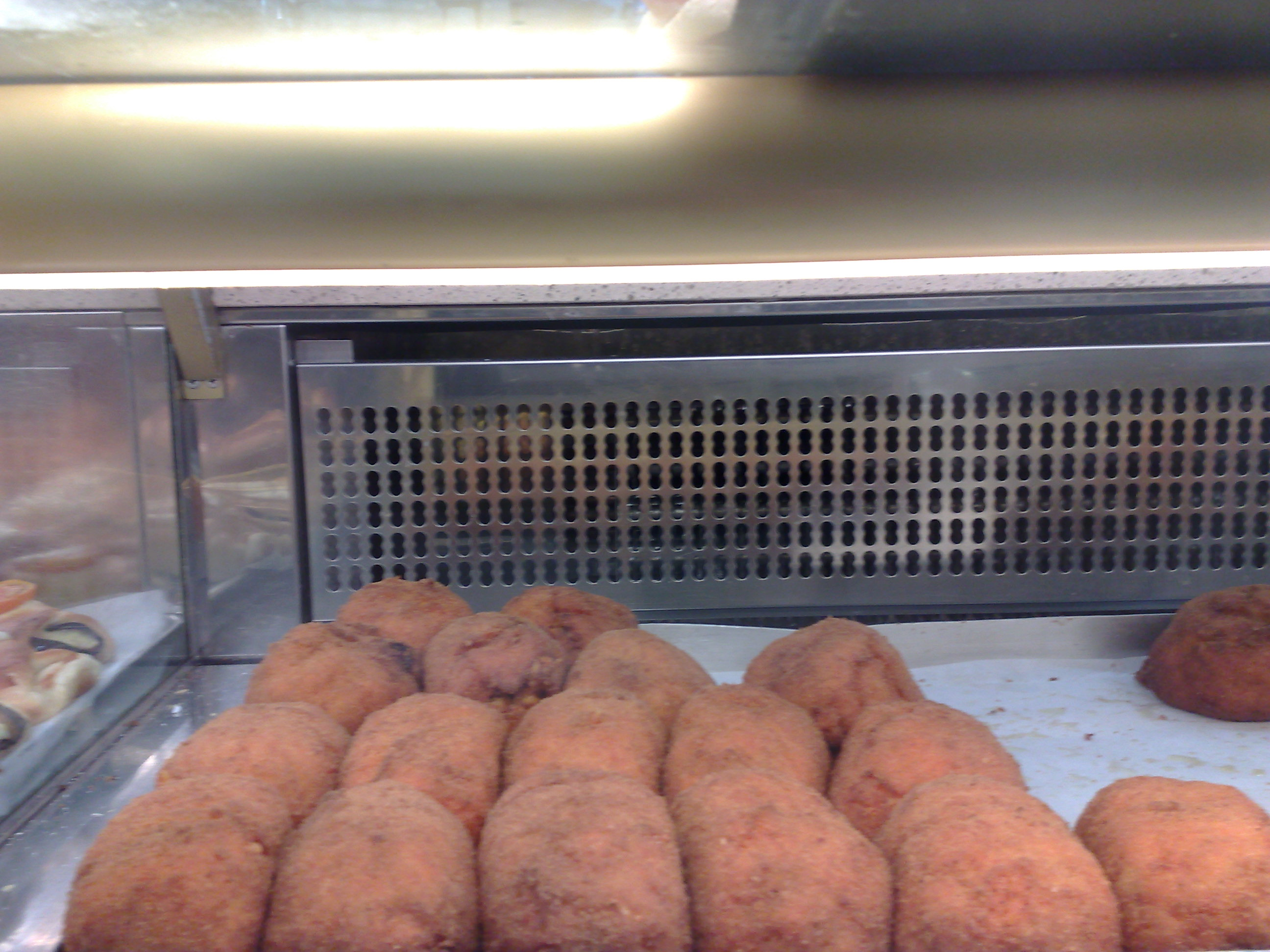
아라치네는 미트소스로 요리한 라구로 채운 라이스볼인데 굽게나 튀겨서 먹는 것으로 토마토소스, 모자렐라치즈나 콩을 함께 넣어 요리한다.

### 식전
안티파스토는 가장 중요한 요소로 볼 수 있으며 감자나 치즈파이의 일종인 카포나타 가토 디 파테테가 해당된다.

### 파스타
아랍 세계의 여행자였던 무함마드 알이드리시는 저서 타불라 로제리아나에서 시칠리아 왕국의 식문화 전통을 적었으며 11-12세기 시칠리아 요리에서 파스타는 스파게티 같은 길고 얇은 면이었던 것으로 보인다.
파스타까지 먹은 뒤에는 두 번째이자 주요 요리가 나오는데 거의 육류나 해산물이다.

### 후식

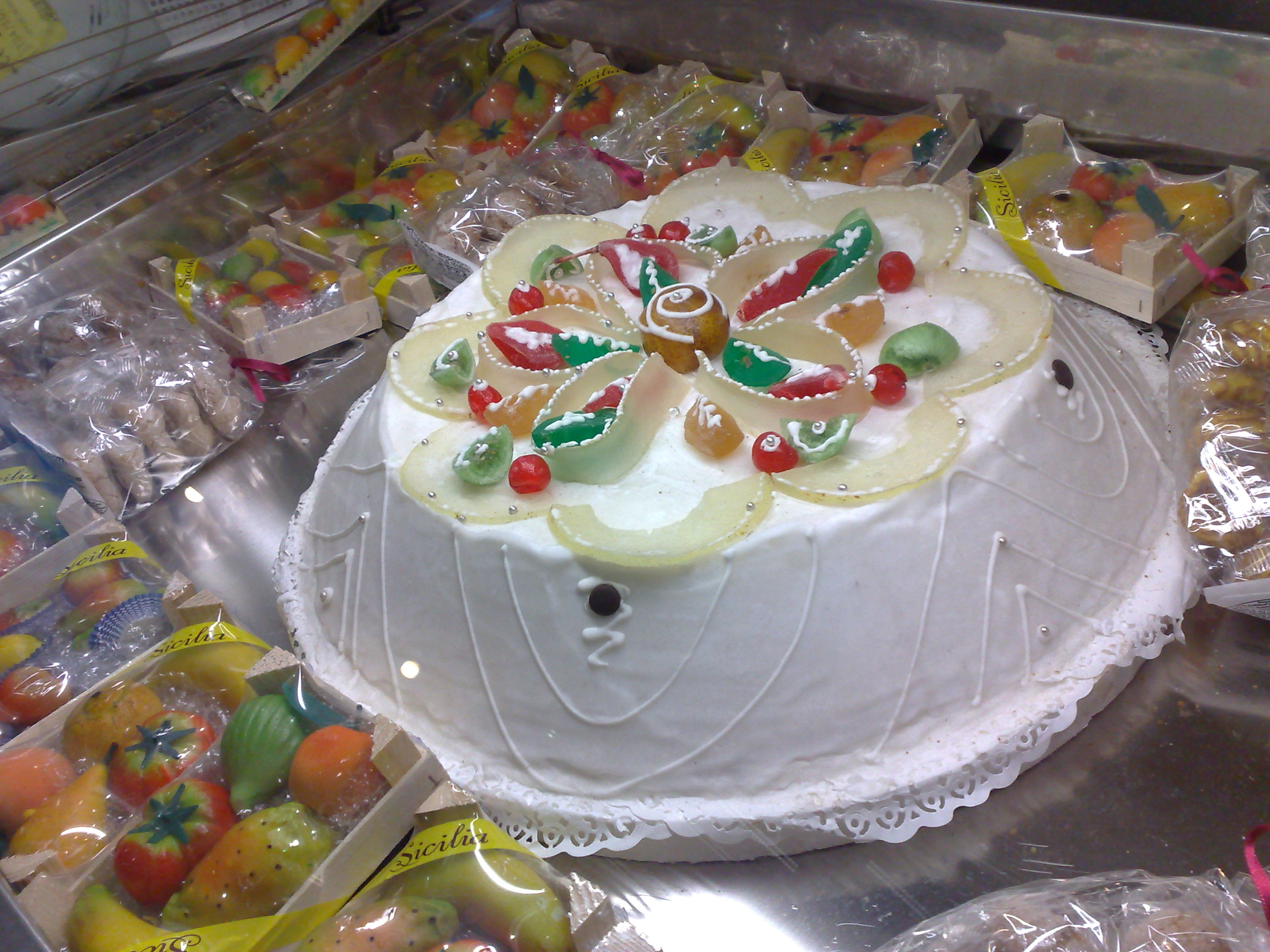
시칠리아의 대표적인 후식인 카사타

달콤한 후식 중 대표적인 것은 피그놀라타, 부첼라토, 카놀로, 그라니타, 카사타 등이 있다. 그라니타가 특별히 유명한데 설탕과 물로 만든 반쯤 언 푸딩으로 시칠리아에서 유래했다. 셔벗 또한 시칠리아에서 나타났다.

### 과일

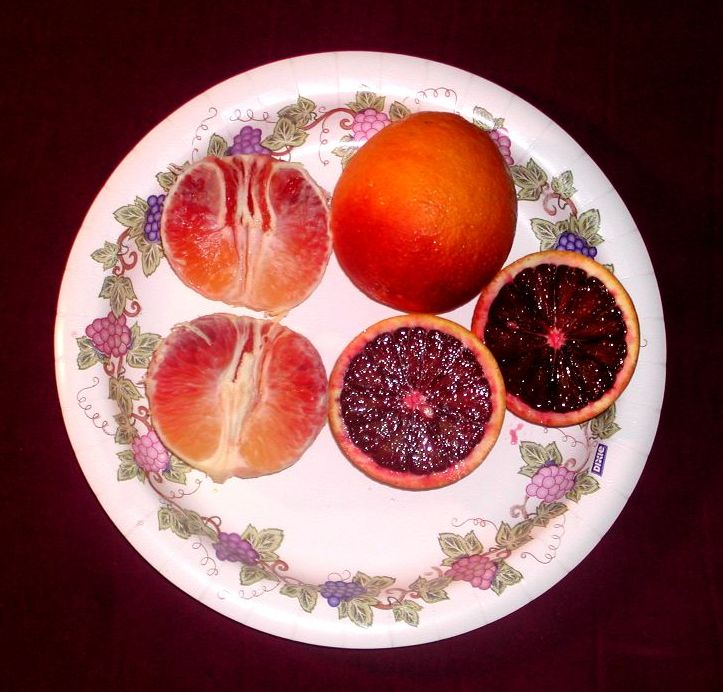

시칠리아 요리에서는 과일이 많이 사용되는데 9세기-11세기 사이에서 아랍인을 통해 다량 유입됐다. 가장 최근에는 브라질에서 유입된 것이 많은 것으로 보인다.

### 포도주 및 음료

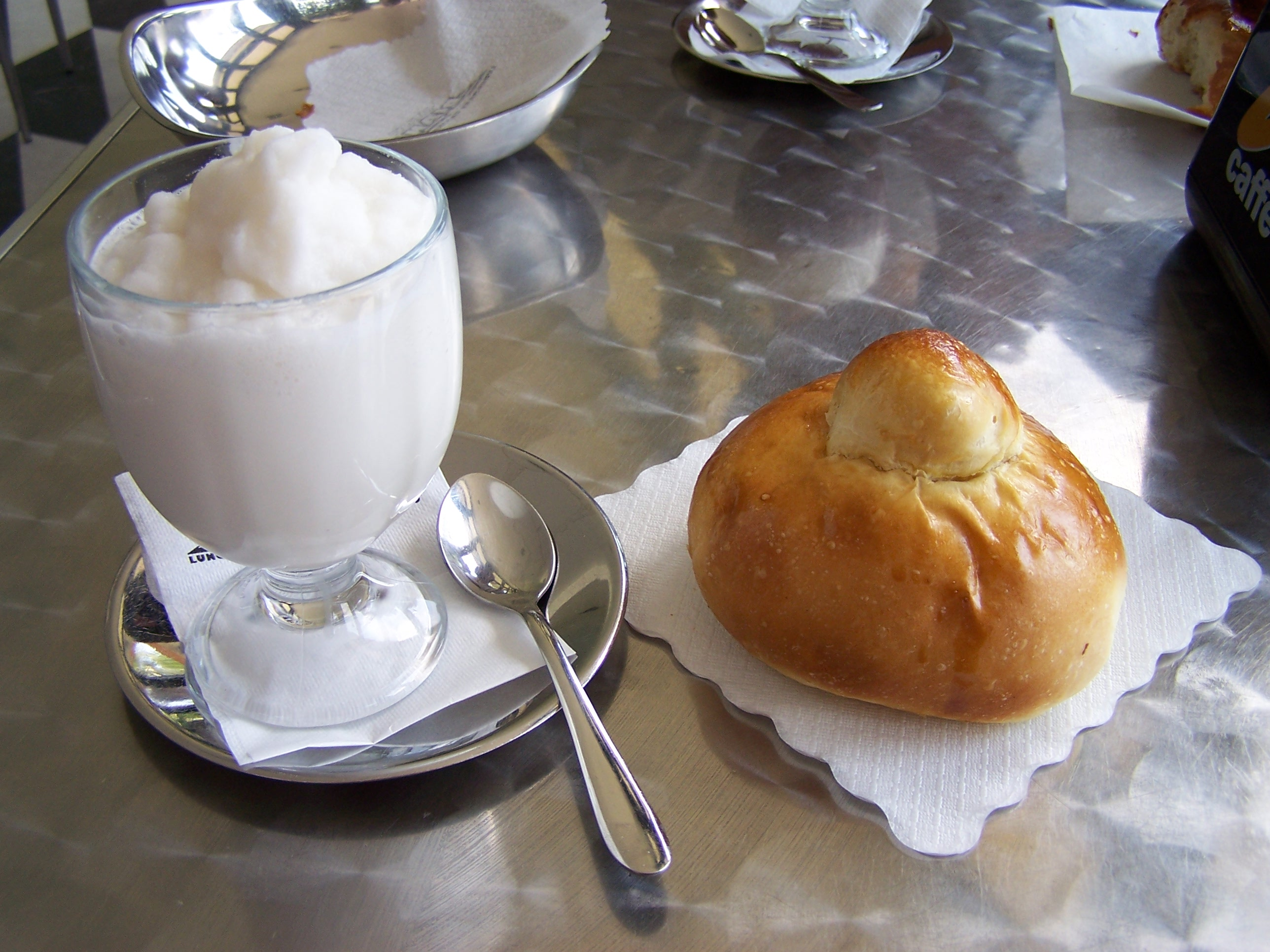
아몬드 그라니타

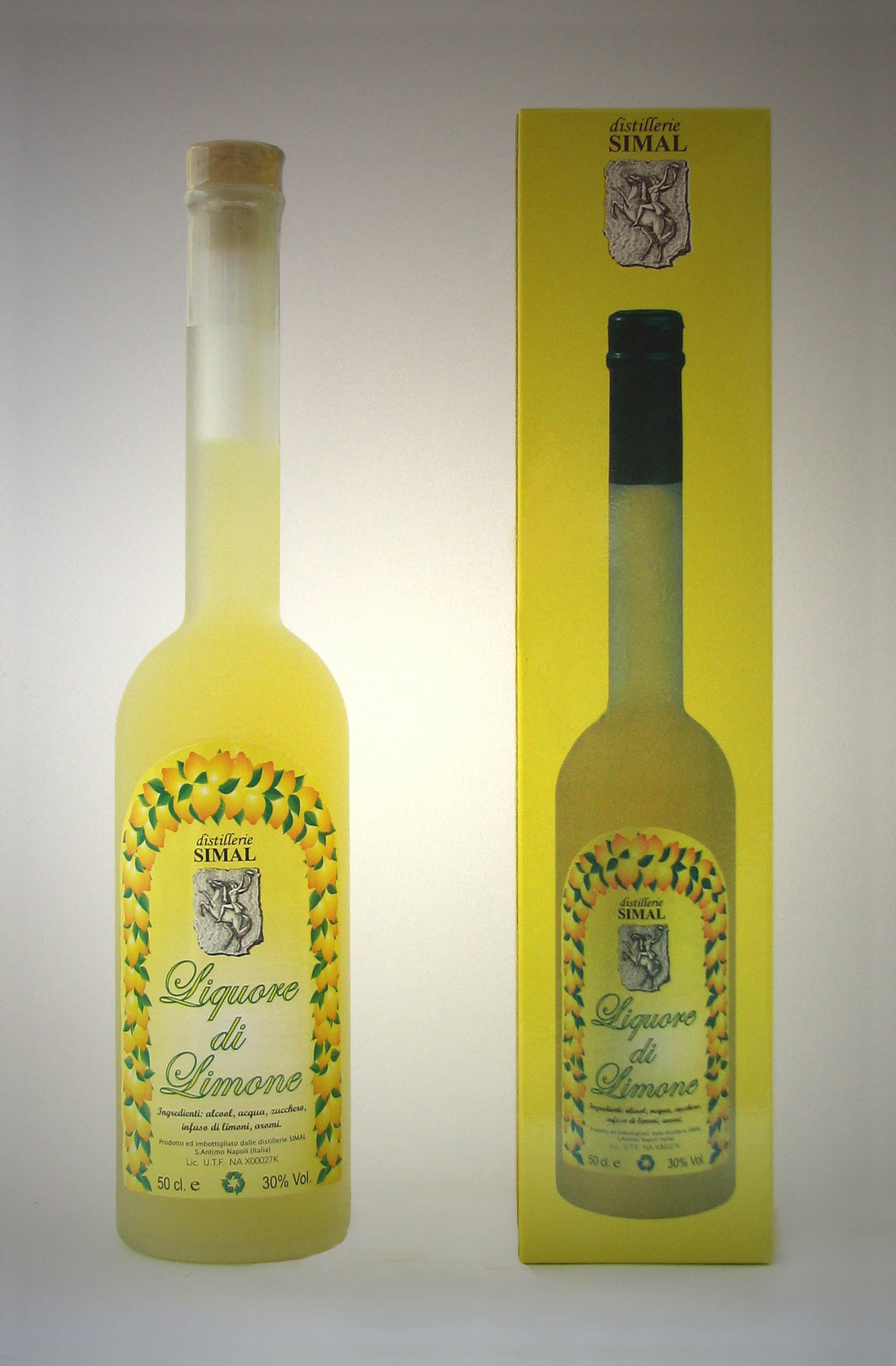
리몬첼로는 시칠리아 요리에서 흔히 나타나는 레몬주로서 매우 강한 술이다.

정찬에서 시칠리아인들은 대부분 포도주를 마신다. 사실 에트나 산 덕분에 포도 재배가 매우 용이하며 그리스인들이 섬에 거주한 이래 포도주 문화가 정착됐다.
시칠리아산 적포도주는 12.5~13%의 도수이며 저녁 식사에 육고기와 많이 먹는다. 잘 알려진 적포도주는 세라술로 디 비토리아, 네로 다볼라 등이 있으며 노토 지역에서 생산된다. 로제와인이나 백포도주는 11.5~12도 정도여서 파스타나 생선 요리와 곁들인다.

## 같이 보기
- 지중해 요리